# Ernesto Guerra
Ernesto Guerra Galarza (* Quito, Pichincha, Ecuador, 23 de febrero de 1934) es un exfutbolista y exdirector técnico ecuatoriano que jugaba de delantero.

## Trayectoria

### Como futbolista
Inició su carrera futbolística en 1946 en las categorías infantiles del Club Real Madrid de Quito. En 1949 y 1950, fue seleccionado para representar al Instituto Nacional Mejía en la segunda y primera categoría, respectivamente. 
En 1950, se unió a la Sociedad Deportiva Argentina (hoy Deportivo Quito) en la primera categoría de fútbol de Pichincha. Durante su tiempo en la Sociedad Deportiva Argentina, participó en el primer campeonato de la Asociación de Fútbol No Amateur de Pichincha (AFNA) en 1954, logrando el subcampeonato.
En 1955, la Sociedad Deportiva Argentina cambió su nombre a Deportivo Quito y se coronó campeón, iniciando un tricampeonato que continuó en 1956 y 1957. En 1957, fue declarado el mejor jugador del año por la Concentración Deportiva de Pichincha, en ese mismo año fue el primer jugador en anotar un gol en Campeonatos Ecuatorianos en la victoria del Deportivo Quito frente al Barcelona por 2-1, jugado en el estadio del Arbolito el 10 de noviembre de 1957.
En 1958, fue transferido al Barcelona de Guayaquil, convirtiéndose en el primer jugador de la sierra en ser transferido y estableciendo un récord de transferencia. Debutó en un clásico del Astillero anotando un gol que dio la victoria a su equipo sobre Emelec por 1-0.
En 1959, regresó al Deportivo Quito. En 1963, volvió a ser campeón del fútbol de Pichincha y fue nombrado el mejor jugador del año por la Asociación de Periodistas Deportivos de Pichincha (APDP). En 1964, ganó el campeonato ecuatoriano con Deportivo Quito.
En 1965, participó con Deportivo Quito en la Copa Libertadores de América. Se retiró definitivamente como jugador en Buenos Aires durante un partido entre Boca Juniors y Deportivo Quito, válido por la Copa Libertadores.

#### Participación en Selecciones
Fue seleccionado nacional en la categoría juvenil en 1952. Representó a la selección de fútbol de Pichincha desde 1952 hasta 1964 y fue parte de la selección ecuatoriana de fútbol en la categoría senior en los años 1954, 1957, 1959, 1961 y 1963.

### Como entrenador
Tuvo una destacada carrera como entrenador de fútbol, comenzando en 1963 con el Club Real Manabí de Quito, donde ganó el campeonato de fútbol barrial. En 1967, llevó al Deportivo Quito a ganar el campeonato de segunda categoría, logrando el ascenso a la primera categoría del fútbol ecuatoriano. Al año siguiente, en 1968, se consagró campeón nacional de la primera categoría con el mismo club y participó en la Copa Libertadores 1969.
Entre 1970 y 1971, dirigió a la Universidad Católica, alcanzando el tercer y segundo lugar en los campeonatos nacionales de primera categoría y desempeñándose también como profesor de educación física en la facultad de ingeniería civil de la Pontificia Universidad Católica del Ecuador. En 1973-1974, regresó al Deportivo Quito, logrando el ascenso de la Serie B a la A y ocupando el segundo lugar en el campeonato nacional.
En 1975, como director técnico de Sociedad Deportiva Aucas, obtuvo el primer lugar en la Serie B del fútbol ecuatoriano y el ascenso a la Serie A, finalizando en tercer lugar en el campeonato nacional. Fue nombrado el mejor entrenador del año por la Asociación de Periodistas Deportivos de Pichincha (APDP). En 1976, dirigió a El Nacional, logrando el título del campeonato nacional y fue declarado nuevamente el mejor entrenador del año por la APDP.
En 1977, participó con El Nacional en la Copa Libertadores, obteniendo el segundo lugar en la etapa de eliminación. En 1978, dirigió al Manta Sport, logrando el primer puesto en la Serie B y ascendiendo a la Serie A, terminando en tercer lugar en el campeonato nacional. Recibió una mención de honor por la excelente campaña del Manta Sport.
En 1980, dirigió al Técnico Universitario donde obtuvo el subcampeonato del fútbol ecuatoriano. En 1981, regresó a El Nacional, obteniendo el tercer lugar en el campeonato nacional y fue nombrado el mejor entrenador de 1981 por la APDP y la Asociación de Fútbol No Amateur de Pichincha (AFNA).
En 1982, dirigió nuevamente a El Nacional, logrando el título del campeonato nacional, iniciando así el segundo tricampeonato del club. En 1983, participó con El Nacional en la Copa Libertadores de América.
En 1984-1985, dirigió a Filanbanco, ocupando el tercer puesto en el campeonato profesional. En 1986, regresó a S.D. Aucas, donde obtuvo el campeonato de la Segunda Categoría. En 1987, dirigió nuevamente a S.D. Aucas, pero no concluyó el campeonato debido a problemas de salud.
En 1988, volvió a dirigir a El Nacional, obteniendo el quinto lugar en el campeonato nacional. En 1989, asumió nuevamente el cargo de director técnico de S.D. Aucas, aunque renunció posteriormente. En 1990, dirigió al Valdez, logrando el subcampeonato nacional.
En 1991, regresó a El Nacional, obteniendo el título de campeón de 1992. En 1993, participó en la Copa Libertadores de América con el equipo peruano Alianza Lima. En 1994, finalizó su carrera como entrenador dirigiendo a Liga Deportiva Universitaria, obteniendo el séptimo lugar en el campeonato ecuatoriano, antes de ser nombrado consejero provincial de Pichincha.
También tuvo experiencia dirigiendo a la selección ecuatoriana de fútbol, participando en las eliminatorias al Mundial de Argentina 1978 y en la Copa América en las ediciones 1979 y 1983.

## Clubes

### Como futbolista
| Club                | País    | Año       |
| ------------------- | ------- | --------- |
| Deportiva Argentina | Ecuador | 1953-1955 |
| Deportivo Quito     | Ecuador | 1955-1958 |
| Barcelona           | Ecuador | 1958-1959 |
| Deportivo Quito     | Ecuador | 1960-1967 |

### Como entrenador
| Club                  | País    | Año         |
| --------------------- | ------- | ----------- |
| Deportivo Quito       | Ecuador | 1967 - 1969 |
| Universidad Católica  | Ecuador | 1970 - 1971 |
| Deportivo Quito       | Ecuador | 1973 - 1974 |
| Aucas                 | Ecuador | 1975        |
| El Nacional           | Ecuador | 1976 - 1977 |
| Manta SC              | Ecuador | 1978        |
| Técnico Universitario | Ecuador | 1980        |
| El Nacional           | Ecuador | 1981 - 1983 |
| Filanbanco            | Ecuador | 1984 - 1985 |
| Aucas                 | Ecuador | 1986 - 1987 |
| El Nacional           | Ecuador | 1988        |
| Aucas                 | Ecuador | 1989        |
| Valdez                | Ecuador | 1990        |
| El Nacional           | Ecuador | 1991 - 1993 |
| Liga de Quito         | Ecuador | 1994        |

## Palmarés como futbolista

### Campeonatos nacionales
| Título                           | Club            | País    | Año  |
| -------------------------------- | --------------- | ------- | ---- |
| Segunda Categoría de Pichincha   | Deportivo Quito | Ecuador | 1955 |
| Segunda Categoría de Pichincha   | Deportivo Quito | Ecuador | 1956 |
| Segunda Categoría de Pichincha   | Deportivo Quito | Ecuador | 1957 |
| Campeonato Ecuatoriano de Fútbol | Deportivo Quito | Ecuador | 1964 |

### Distinciones individuales
| Distinción            | Otorgador por                        | Club            | Año  |
| --------------------- | ------------------------------------ | --------------- | ---- |
| Mejor jugador del año | Concentración deportiva de Pichincha | Deportivo Quito | 1957 |
| Mejor jugador del año | A.P.D.P                              | Deportivo Quito | 1963 |

## Palmarés como entrenador

### Campeonatos nacionales
| Título                           | Club            | País    | Año  |
| -------------------------------- | --------------- | ------- | ---- |
| Campeonato Ecuatoriano de fútbol | Deportivo Quito | Ecuador | 1968 |
| Campeonato Ecuatoriano de fútbol | El Nacional     | Ecuador | 1976 |
| Campeonato Ecuatoriano de fútbol | El Nacional     | Ecuador | 1982 |
| Campeonato Ecuatoriano de fútbol | El Nacional     | Ecuador | 1992 |